# Луиджи Арагонский
Луиджи Арагонский (итал. Luigi d'Aragona; 7 сентября 1474, Неаполь, Неаполитанское королевство — 21 января 1519, Рим, Папская область) — итальянский кардинал. У него была успешная церковная карьера, а также есть утверждение, что он заказал убийство своей сестры и двух её детей.

## Ранние годы
Луиджи д’Арагона родился 7 сентября 1474 годы в Неаполе в семье Арриго Арагонского и Поликсены де Сентельяс. Таким образом, он был внуком Фердинанда I Неаполитанского. Кроме Луиджи, в семье был ещё брат Карло и сёстры, в том числе Джованна Арагонская (будущая герцогиня Амальфи). После смерти отца (1478) Луиджи носил титул маркиза Джераче (Marchese di Gerace).
3 июня 1492 года Луиджи женился на Баттистине Чибо Усодимаре, внучке Папы Иннокентия VIII, в Ватикане в присутствии Папы. Когда Баттистина умерла, Луиджи уступил титул маркиза своему брату Карло и решил пойти по церковной стезе.

## Духовная карьера
Он принял постриг 6 мая 1494 года от Алессандро Карафа архиепископа Неаполя, во дворце архиепископа. Затем он стал апостольским протонотарием. В мае 1494 Папа Александр VI назначил его кардинальным диаконом в консистории. Первое творение Луиджи было опубликовано в консистории 19 февраля 1496 года, и он получил красную шляпу и диаконство Санта-Мария-ин-Козмедин.
10 декабря 1498 Луиджи стал апостольским администратором престола Лечче, занимая этот пост до 24 марта 1502. В 1499 году Луиджи сопровождал Жанну Неаполитанскую в Испанию, а оттуда отправился во Французское Королевство. 10 марта 1501 года он стал апостольским администратором кафедры Аверсы, занимая этот пост до 21 мая 1515 года. Также он был администратором кафедры Поликастро с 1501 по 22 апреля 1504 года и администратором кафедры Каппачо с 20 января 1503 года по 22 марта 1514 года.
После смерти Папы Александра VI Луиджи отправился в Рим, прибыв туда 10 сентября 1503. Он участвовал в папском конклаве в сентябре 1503 года, на котором был избран Папа Пий III, а затем в папском конклаве в октябре 1503 года, на котором был избран Папа Юлий II.
В 1507 Луиджи отправился в Венецию. Во время войны Лиги Камбре 2 января 1511 года он последовал за папой в его кампании против французов при осаде Мирандолы. С 20 января 1511 по 6 июня 1511 Луиджи был администратором кафедры Кадиса, с 1511 по 5 мая 1514 был управляющий кафедрой Кавы и с 6 июня 1511 по 17 декабря 1516 был администратор престола Леона.
Луиджи участвовал в открытии Пятого Латеранского собора, позже совет обвинил его в реформировании церкви. Он участвовал в папском конклаве 1513 года, на котором был избран Папа Лев X. По его просьбе новый папа снял осуждение против Альфонсо I д’Эсте, герцога Феррары 10 апреля 1513.
С 1 сентября 1513 по 3 марта 1518 он служил легатом, подчиненным Маршу Анконы, и генеральным викарием с особыми полномочиями. Вернувшись в Рим, он жил на площади Скосакавалли и сопровождал папу на охоте в Мальяне, а в 1516 году в поездке в Северную Италию.
С 18 мая 1517 по 17 мая 1518 он был администратором кафедры Алессано и с 17 июня 1517 до 1519 администратором кафедры Нардо. В апреле 1517 года он покинул Рим, чтобы совершить поездку по Швейцарии, Германии, Нидерландам и Франции, где его щедро развлекал Франциск I Французский. Вернулся он в Рим 16 марта 1518 года. Секретарь кардинала Антонио де Беатис написал историю этой поездки, которая очень ценится историками.

## Смерть
Скончался кардинал Луиджи д’Арагона 21 января 1519 года и похоронен в Санта-Мария-сопра-Минерва.

## Убийство сестры
В 1510 сестра Луиджи Джованна д’Арагона вышла замуж за своего управляющего Антонио Беккаделли ди Болонья и родила от него двоих детей. Луиджи и его брат Карло пришли в ярость, посчитав брак пятном в чести семьи. Джованна с Антонио и со своими детьми сбежали с Амальфии, но по пути в Венецию их перехватили. Затем всех вернули в Амальфию, после этого их никто не видел. Антонио был убит в 1513 году. Маттео Банделло знал Антонио и написал отчёт об этих событиях, в отчёте говорится что Луиджи и Карло задушили Джованну и её детей, а также наняли убийцу, чтобы тот убил Антонио.
В пьесе Джона Вебстера «Герцогиня Мальфи», основанной на событиях в отчёте Маттео Банделло, Луиджи д’Арагона появляется в беллетризованной форме как «Кардинал», злодейская фигура.

## Внешние ссылки
- Giga-Catholic
- Luigi d’Aragona